# MyDefrag
MyDefrag (antes conocido como JkDefrag) es una utilidad de desfragmentación de disco software gratuito para Windows. JkDefrag fue desarrollado por Jeroen Kessels de 2004. El cambio más importante entre JkDefrag y MyDefrag es la inclusión de un lenguaje de scripting. Esto permite el control de todos los algoritmos y técnicas utilizadas en MyDefrag. Una serie de scripts permiten ejecutar acciones simples tales como la consolidación de espacio libre, defragmention rápida o exhaustiva, y la capacidad de colocar los archivos en el lugar del disco que se requiera, ordenados por nombre de archivo, tiempo de acceso, tamaño, etc. La característica más notable es la inclusión de una interfaz gráfica de usuario (GUI), por lo que la utilidad es más fácil de utilizar. Otra característica de carga en la actualidad los "consejos" de Windows acerca de qué archivos se deben cargar en el orden en que los programas de uso habitual y ejecutar durante el inicio del sistema.
MyDefrag, es la continuación del programa de código abierto JkDefrag, con muchos cambios, y se distribuye de forma gratuita bajo una licencia de código cerrado. En un post en el foro, Kessel dijo que una de las razones para el cambio a un modelo de código cerrado fue la falta de contribuciones, aunque el código fuente está disponible por una tarifa. En julio del 2015, el autor anunció el cierre definitivo del foro y la página Web, dando por concluido el proyecto.
A día de hoy, pese a que no cuenta con soporte del autor y la web oficial no esta operativa, puede ser descargado desde Softpedia y siendo utilizado en plataformas Windows, tanto x86 como x64.
Como JkDefrag, MyDefrag utiliza el estándar de desfragmentación de Windows API.